# 林通政 (駿河守)
林 通政（はやし みちまさ、生年不詳 - 弘治2年（1556年））は、戦国時代の武将。美濃斎藤氏家臣。駿河守の受領名を名乗る。父は林通忠。子は林政秀など。織田氏に仕えた林秀貞（通勝）は従兄弟。

## 経歴
林道慶、林政長とも伝わる。1556年の長良川の戦いでは神山内記・道家助六郎・川島掃部助らとともに長良川付近に布陣した。その後は鷺山で戦うも戦死。斎藤道三の執権も努めた。